# Neria carolinensis
Neria carolinensis är en tvåvingeart som först beskrevs av Robineau-desvoidy 1830.  Neria carolinensis ingår i släktet Neria och familjen skridflugor. Inga underarter finns listade i Catalogue of Life.